# Pedraza de Campos
Pedraza de Campos település Spanyolországban, Palencia tartományban. Pedraza de Campos Ampudia, Torremormojón, Baquerín de Campos, Villamartín de Campos, Autilla del Pino és Santa Cecilia del Alcor községekkel határos. Lakosainak száma 72 fő (2024).

## Népesség
A település népessége az elmúlt években az alábbi módon változott:
| Lakosok száma | 129  | 115  | 107  | 95   | 97   | 95   | 88   | 82   | 76   | 72   |
|               | 2001 | 2004 | 2007 | 2009 | 2012 | 2014 | 2017 | 2019 | 2022 | 2024 |